# Gunnars, Esbo stad

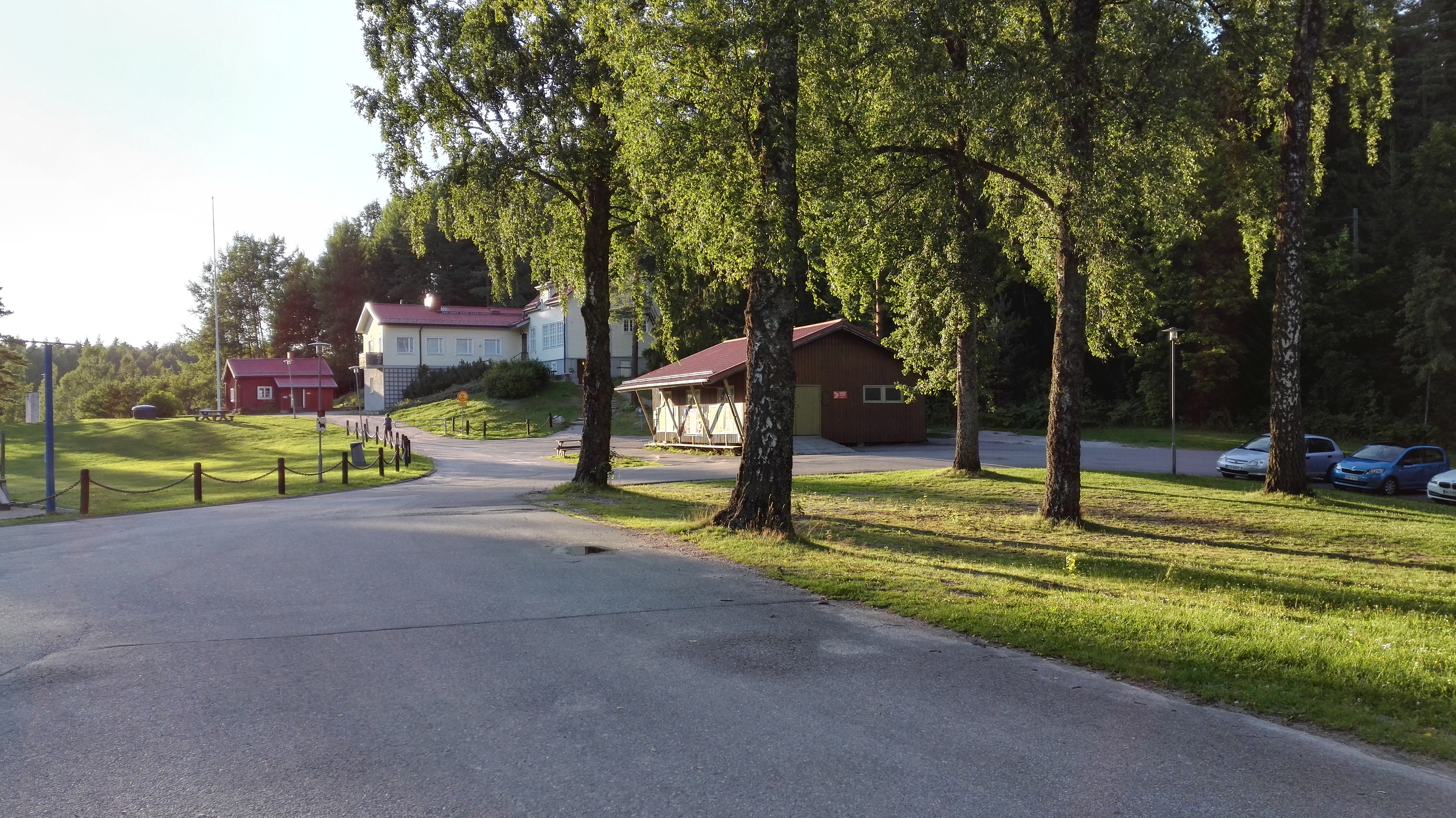
Pirttibacka friluftsområde

Gunnars (finska: Kunnarla) är en stadsdel i Esbo stad och hör administrativt till Norra Esbo storområde. 
Namnet baserar sig på ett gammalt bynamn: Gunnarsby (1492), Gunnars (1556), Gunnarskila (1579). Namnet hänvisar antagligen till byns första invånare. Det finska namnet Kunnarla togs i bruk år 1965.

## Bostadsområden
- Kalmar ((finska Kalmari)